# Cause of Death: Unknown
 (juin 2023).
La mise en forme du texte ne suit pas les recommandations de Wikipédia : il faut le « wikifier ».
Les points d'amélioration suivants sont les cas les plus fréquents :
- Les titres sont pré-formatés par le logiciel. Ils ne sont ni en capitales, ni en gras.
- Le texte ne doit pas être écrit en capitales (les noms de famille non plus), ni en gras, ni en italique, ni en « petit »…
- Le gras n'est utilisé que pour surligner le titre de l'article dans l'introduction, une seule fois.
- L'italique est rarement utilisé : mots en langue étrangère, titres d'œuvres, noms de bateaux, etc.
- Les citations ne sont pas en italique mais en corps de texte normal. Elles sont entourées par des guillemets français : « et ».
- Les listes à puces sont à éviter, des paragraphes rédigés étant largement préférés. Les tableaux sont à réserver à la présentation de données structurées (résultats, etc.).
- Les appels de note de bas de page (petits chiffres en exposant, introduits par l'outil «  Source ») sont à placer entre la fin de phrase et le point final[comme ça].
- Les liens internes (vers d'autres articles de Wikipédia) sont à choisir avec parcimonie. Créez des liens vers des articles approfondissant le sujet. Les termes génériques sans rapport avec le sujet sont à éviter, ainsi que les répétitions de liens vers un même terme.
- Les liens externes sont à placer uniquement dans une section « Liens externes », à la fin de l'article. Ces liens sont à choisir avec parcimonie suivant les règles définies. Si un lien sert de source à l'article, son insertion dans le texte est à faire par les notes de bas de page.
- La présentation des références doit suivre les conventions bibliographiques. Il est recommandé d'utiliser les modèles {{Ouvrage}}, {{Chapitre}}, {{Article}}, {{Lien web}} et/ou {{Bibliographie}}. Le mode d'édition visuel peut mettre en forme automatiquement les références.
- Insérer une infobox (cadre d'informations à droite) n'est pas obligatoire pour parachever la mise en page.

Pour une aide détaillée, merci de consulter Aide:Wikification.
Si vous pensez que ces points ont été résolus, vous pouvez retirer ce bandeau et améliorer la mise en forme d'un autre article.
Pour plus de détails, voir Fiche technique et Distribution.
Cause of Death: Unknown (en persan : علت مرگ: نامعلوم, romanisé : Ellat-e Marg: Nâmaloum) est un film iranien réalisé et écrit par Ali Zarnegar. Il a été produit par Majid Barzegar.

## Synopsis
Avant l'aube, sept passagers empruntent une route secondaire de Shahdad à Kerman lorsque survient la "Cause of Death: Unknown". Au lieu de trouver une pièce d'identité ou des coordonnées de contact, ils découvrent une somme d'argent conséquente lorsqu'un des passagers est retrouvé mort.

## Récompenses et reconnaissance
Au Festival du film de Shanghai en juin 2023, "Cause de décès : Inconnue" a été nommé dans quatre catégories : Meilleur film, Meilleur réalisateur, Meilleur acteur et Meilleure cinématographie. Le film a remporté le prix de la Meilleure cinématographie pour son utilisation exceptionnelle de l'image.
,.

## Signification culturelle
"Cause de décès : Inconnue" aborde les réalités sociales de l'époque de sa production et met en lumière les luttes et les crises auxquelles les individus doivent faire face pour préserver leur moralité et leur humanité. Il offre une représentation de l'histoire sociale et de l'identité culturelle qui reflète les principes moraux du peuple iranien.

### Récompenses et nominations
| Récompense                                 | Date de la cérémonie | Catégorie       | Lauréat(s)                | Résultat               | Ref(s)     |
| ------------------------------------------ | -------------------- | --------------- | ------------------------- | ---------------------- | ---------- |
| Festival international du film de Shanghai | 2023                 | Shanghai, Chine | Meilleur film             | Ali Zarnegar           | Nomination |
| Festival international du film de Shanghai | 2023                 | Shanghai, Chine | Meilleur réalisateur      | Ali Zarnegar           | Nomination |
| Festival international du film de Shanghai | 2023                 | Shanghai, Chine | Meilleure cinématographie | Davood Malek Hosseini  | Lauréat    |
| Festival international du film de Shanghai | 2023                 | Shanghai, Chine | Meilleur réalisateur      | Ali Mohammad Radmanesh | Nomination |

### Documentation
- Dossier de presse